# 사택적덕
사택적덕(沙宅積德, ?~?)는 백제의 무왕 때의 대신이자 대성팔족 중의 하나인 사(沙)씨 출신의 귀족이다.

## 생애
좌평을 역임했다.
사택왕후(沙宅王后)의 아버지로, 백제 제30대 국왕인 무왕의 장인이다. 미륵사지 금제사리봉안기의 내용을 통해 639년(무왕 40년) 국가 사찰인 미륵사 조영을 주도할 수 있는 경제력과 정치력을 사씨 세력이 지니고 있었음을 보여준다.

## 가계
- 아버지 : 사택씨(沙宅氏)
- 어머니 : 미상
  - 문신 : 사택적덕(沙宅積德)
  - 부인 : 미상
    - 딸 : 사택왕후(沙宅王后)
    - 사위 : 무왕(武王)
      - 외손자 : 부여교기(扶餘翹岐)

## 사택적덕이 등장하는 작품
- 《삼국기》(KBS, 1992년~1993년 배우:이대로
- 《계백》(MBC, 2011년~2011년 배우:김병기